# Зенодот Ефески
Зенодот (на гръцки: Ζηνόδοτος) е древногръцки филолог и поет, коментатор на Омир, основател на текстологията. Той е първият библиотекар на Александрийската библиотека.
Данните са неговия живот и трудове са много оскъдни. Ученик е на Филип от Кос. Получава покана от египетския владетел Птолемей I Сотер, диадох на Александър Македонски и основател на династията на Птолемеите, да отиде в Александрия, за да работи като библиотекар и да обучава наследника на престола Птолемей II Филаделф. Така Зенодот става първият ръководител на Александрийската библиотека, основана при управлението на Филаделф, където той успява да прояви своите филологически способности. В неговите задължения влиза оценката на качествата на постъпващите в библиотеката ръкописи и поправяне на грешки в тях. Важно нововъведение на Зенодот е знакът обелос (ὀβελός), представляващ просто черта или черта с по една точка отгоре и отдолу (съчетание от тире и двоеточие) и поставян от него в полетата на ръкописа, до изрази, който той считал за съмнителни. Самият той е критикуван от съвременника си и – след смъртта му – нов главен библиотекар на Александрийската библиотека Аполоний Родоски, в трактата му „Срещу Зенодот“.
Възможно е на Зенодот да принадлежи разделянето на „Илиада“ и „Одисея“ на 24 книги (които често, но неправилно са наричани и песни).
Освен над Омир, Зенодот е работил и над текстове на Хезиод, Анакреон и Пиндар.
До нас са достигнали и три кратки стихотворения (в Гръцката антология), приписвани на Зенодот.
|  | Тази страница частично или изцяло представлява превод на страницата „Зенодот Эфесский“ в Уикипедия на руски. Оригиналният текст, както и този превод, са защитени от Лиценза „Криейтив Комънс – Признание – Споделяне на споделеното“, а за съдържание, създадено преди юни 2009 година – от Лиценза за свободна документация на ГНУ. Прегледайте историята на редакциите на оригиналната страница, както и на преводната страница, за да видите списъка на съавторите. ВАЖНО: Този шаблон се отнася единствено до авторските права върху съдържанието на статията. Добавянето му не отменя изискването да се посочват конкретни източници на твърденията, които да бъдат благонадеждни. |